# Dado Villa-Lobos
Eduardo Dutra "Dado" Villa-Lobos (Bruxelas, 29 de junho de 1965) é um músico brasileiro nascido na Bélgica, mais conhecido por seu trabalho como guitarrista na banda de rock brasiliense Legião Urbana, e também por ser sobrinho-neto do compositor clássico Heitor Villa-Lobos, sendo, consequentemente, descendente de espanhóis e indígenas.

## Primeiros anos
Dado Villa-Lobos, filho do diplomata Jaime Villa-Lobos, teve contato com a música desde o nascimento, já que seu pai tocava piano clássico. Acompanhando as mudanças de país que o emprego de seu pai exigia, Dado nasceu em Bruxelas, na Bélgica, e morou em Montevidéu, Uruguai até 1971, ano em que veio pela primeira vez ao Brasil, tendo uma passagem breve por Brasília e Rio de Janeiro, onde moravam seus avós. Em 1975 seu pai foi enviado novamente para fora do Brasil, desta vez para Paris, permanecendo até 1979. Na capital francesa, Dado se divertia praticando furtos de motocicletas e objetos de valor. Foi com o furto de um relógio que ele comprou uma de suas primeiras guitarras. Ele mesmo se definia como um delinquente juvenil. Foi em Paris também que descobriu ter diabetes tipo 1, após desmaiar no Museu Grévin Dado morou também em Belgrado, na então Iugoslávia.
Em 1979 passou a morar em Brasília, onde conheceu e fez amizade com diversas pessoas que viriam a ser músicos de rock famosos na década seguinte (Herbert Vianna, Dinho Ouro Preto, Bi Ribeiro etc). Aos 11 anos Dado passou a tratar da diabetes tipo 1. Sua rotina de injeções de insulina fez com que recebesse o apelido de Presidente do Clube da Criança Junkie, numa referência às picadas no braço.
Em 2001, Dado ajudaria a socorrer Herbert quando este se acidentou com seu ultraleve numa queda que custou a mobilidade de suas pernas e a vida de sua esposa Lucy; o casal viera a Mangaratiba para celebrar o aniversário da esposa de Dado, Fernanda. A experiência, ocorrida cinco anos após a morte de Renato, impactou-o e o levou a iniciar um processo de psicoterapia.
Foi criado como irmão de Dinho Ouro Preto, após sua mãe se casar com o pai de Dinho.

## Carreira

### Legião Urbana e RockIt!
Tocou na banda Dado e o Reino Animal antes de substituir Ico Ouro-Preto quando este desistiu de continuar na banda de rock brasiliense Legião Urbana. Assumiu a guitarra da Legião em março de 1983, as vésperas de um festival que seria realizado no auditório da Associação Brasiliense de Odontologia (ABO). Nesta mesma época Dado estava no começo do estudo de Ciências Sociais na Universidade de Brasília (UnB). Seu plano era iniciar sua formação em Brasília e terminar seus estudos em Aix-en-Provence, mas deixou de lado os estudos para se dedicar à música.
Esteve na Legião Urbana até o seu fim, ocorrido com a morte de Renato Russo em 11 de outubro de 1996. Em 22 de outubro de 1996, Dado, junto de Marcelo Bonfá, anunciou oficialmente o fim da banda.
Em 1993, juntou-se ao baixista da Plebe Rude, André X, para fundar a RockIt!, uma gravadora independente que revelava artistas novos. Dentre os discos lançados por ela, está o segundo álbum solo de Dinho Ouro Preto, autointitulado.

### Carreira pós-Legião Urbana

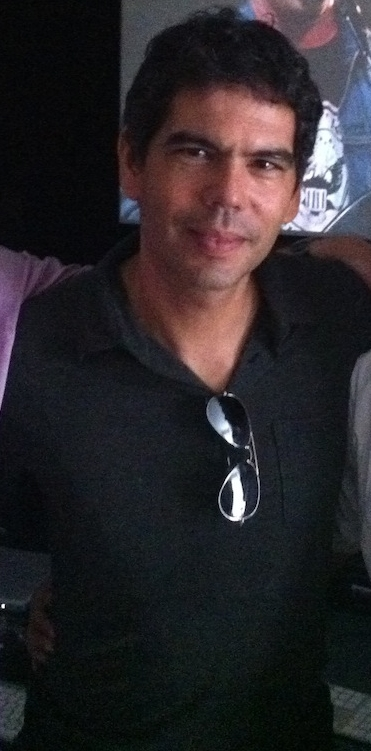
Dado em 2012

É o responsável pela produção dos últimos discos da Legião: A Tempestade (ou O Livro dos Dias) , Uma Outra Estação e Como É que Se Diz Eu Te Amo. É também autor das trilhas sonoras dos filmes O Homem do Ano (de José Henrique Fonseca), Bufo & Spallanzani (de Flávio Tambellini) - pela qual recebeu o prêmio de melhor trilha sonora no Festival do Cinema Brasileiro, em Miami - e "Pro Dia Nascer Feliz" (de João Jardim) - também vencedor do Kikito de Melhor Trilha Sonora no Festival de Gramado de 2006.
Em 1998, participou do álbum Hey Na Na d'Os Paralamas do Sucesso, tocando guitarra nas músicas "Brasília 5:31", "O amor não sabe esperar" e "Um dia em Provença". Em 1999, tocou como músico convidado no Acústico MTV: Os Paralamas do Sucesso. Em 2004, participou do álbum Uns Dias ao Vivo do Paralamas, nas músicas "Soldado da Paz" e "Que País é Este".
Em 2005, lançou seu primeiro disco solo, Jardim de Cactus - Ao Vivo, numa parceria de seu selo Rockit! com a gravadora EMI dentro do projeto MTV Apresenta. O DVD e CD foram gravados em abril do mesmo ano. A versão de estúdio do álbum foi disponibilizada em 2005 para download gratuito e somente foi lançada em CD em 2009 pela Rockit! em parceria com o selo Black Records.
Em 2007, Dado participou do disco Liebe Paradiso, na faixa "Polaroides", juntamente com Sandra de Sá, Artur Maia, Donatinho, Bernardo Bosisio, Renato "Massa" Calmon, Armando Marçal e Sacha Amback.
Em 2011, Dado participou da apresentação da Orquestra Sinfônica Brasileira do Rock in Rio IV no palco mundo com a música "Será?", a apresentação "Rock in Rio - Concerto Sinfônico Legião Urbana" foi lançada em CD e DVD em 2013. Pouco depois, juntou-se a Toni Platão, Dé Palmeira e Charles Gavin para formar o supergrupo Panamericana, que toca sucessos do rock sul-americano.
Em 30 de maio de 2012, participou do Tributo ao Legião Urbana com Wagner Moura, onde se desentendeu com um fã, durante a apresentação, mas no final deu tudo certo. Ainda em 2012, Dado e seu ex-parceiro de Legião Urbana e amigo Marcelo Bonfá, viajaram com a banda mineira Jota Quest fazendo participações nos shows da banda tocando algumas canções da Legião e participaram do DVD Multishow ao Vivo: Folia & Caos, o mais novo da banda Mineira tocando o clássico "Tempo perdido". Ainda em 2012, em 27 de novembro, Dado lançou seu segundo disco solo, O Passo do Colapso, somente em formato digital no iTunes. O álbum teve como single a música "Colapso".
Desde 4 de maio de 2014 apresentou no canal Bis!, na TV fechada, um programa de música chamado Estúdio do Dado, misturando entrevistas e músicas tocadas entre ele e seus convidados.
Em 2015, participou da canção "Trono de Estudar", composta por Dani Black em apoio aos estudantes que se articularam contra o projeto de reorganização escolar do governo estadual de São Paulo. A faixa teve a participação de outros 17 artistas brasileiros: Chico Buarque, Arnaldo Antunes, Tiê, Paulo Miklos, Tiago Iorc, Lucas Silveira (Fresno), Filipe Catto, Zélia Duncan, Pedro Luís (Pedro Luís & A Parede), Fernando Anitelli (O Teatro Mágico), André Whoong, Lucas Santtana, Miranda Kassin, Tetê Espíndola, Helio Flanders (Vanguart), Felipe Roseno e Xuxa Levy.

### Dado e Marcelo Bonfá
Em outubro de 2015, junto de Marcelo Bonfá, inicia uma turnê em comemoração aos 30 anos do primeiro álbum da Legião Urbana, denominada "Legião Urbana XXX Anos". A tour se encerrou em 17 de dezembro de 2016, no Circo Voador, no Rio de Janeiro.
Em 2018, anunciam nova turnê, agora comemorando os 30 anos de lançamento dos álbuns Dois e Que País é Este.
Em maio de 2023, iniciam a turnê "As V Estações", com o repertório focado nos álbuns As Quatro Estações (1989) e V (1991).

## Representação na mídia
Em 2011, foi filmado o longa-metragem Somos tão Jovens, no qual seu filho Nicolau Villa-Lobos o interpretou. O filme foi lançado em maio de 2013.

## Vida pessoal
Dado é casado com a designer Fernanda e tem dois filhos: Nicolau (27 anos em 2016), jogador profissional de pôquer, e Miranda (25 anos em 2016), estilista.

## Discografia
Com Legião Urbana
Álbuns solo
- Jardim de Cactus - Ao vivo (2005)
- Jardim de Cactus (2009)
- O Passo do Colapso (2012)
- EXIT (2017)

## Estúdio do Dado
Estúdio do Dado foi um programa musical brasileiro apresentado por Dado. O programa era exibido todo domingo, às 19h no canal a cabo Bis, do grupo Globosat e possui duas temporadas com 13 episódios cada, como o próprio Dado descreve, "o programa consiste em um estúdio de gravação, que ele recebe diversos artistas e ensaiam músicas de um repertório pré-selecionado ou não, para que o público tenha noção que como funciona uma gravação de um CD\DVD". Tem duração de 25 minutos com 5 à 6 músicas por programa.
Na estreia, Dado recebeu Gilberto Gil, e ao longo das duas temporadas, diversos artistas já participaram, alguns dele são: Arnaldo Antunes, Panamericana (banda que criou com Toni Platão, Dé Palmeira e Charles Gavin), Wagner Moura, Marcelo Bonfá, Vanessa da Mata, Paulo Miklos, Dinho Ouro Preto, dentre outros.
O programa ficou dois anos no ar.